# هینخارس
هینُخارِس (به اسپانیایی: Hinojares) یکی از دهستان‌های استان خائن در کشور اسپانیا است. این شهر با مساحت ۴۰ کیلومتر مربع، ۴۳۶ تن جمعیت دارد.